# Andrä Rupprechter
Andrä Rupprechter (né le 31 mai 1961 à Brandenberg, Autriche), est une personnalité politique autrichienne. Ministre de l'Agriculture d'Autriche de décembre 2013 à décembre 2017.